# Anton Doboş
Anton Doboş (Nagysármás, 1965. október 13. –) román válogatott labdarúgó.
A román válogatott tagjaként részt vett az 1996-os Európa-bajnokságon és az 1998-as világbajnokságon.

## Sikerei, díjai
Dinamo București
- Román bajnok (2): 1989–90, 1991–92
- Román kupa (1): 1989–90

Steaua București
- Román bajnok (4): 1992–93, 1993–94, 1994–95, 1995–96
- Román kupa (2): 1991–92, 1995–96
- Román szuperkupa (2): 1994, 1995

AÉK
- Görög kupa (1): 1996–97
- Görög szuperkupa (1): 1996